# Hein van Breenen
Hein van Breenen (Amsterdam, 12 juni 1929 - 8 maart 1990) was een Nederlands wielrenner. Hij was prof van 1952 tot en met 1961. Van 1952 tot en met 1958 reed hij voor de Locomotief-ploeg. Daarna reed hij nog een paar jaar rond met een persoonlijke sponsor.
Hij was het prototype van de "meesterknecht." Hij reed in dienst van kopmannen als Wim van Est en Wout Wagtmans. Een actie tijdens een veldrit leverde hem de bijnaam "Tarzan" op. Een renner voor hem kwam ten val en Van Breenen wist een val te voorkomen door zich aan een boomtak vast te grijpen.
Na zijn wielercarrière had Van Breenen een groentewinkel. Hij overleed op zestigjarige leeftijd.

## Belangrijkste overwinningen
1950
- Ronde van Midden-Nederland

1951
- Ronde van Midden-Nederland

## Resultaten in voornaamste wedstrijden
| Jaar | Ronde van Italië | Ronde van Frankrijk | Ronde van Spanje |
| ---- | ---------------- | ------------------- | ---------------- |
| 1952 |                  | 69e                 |                  |
| 1953 | 72e              | 36e                 |                  |
| 1954 | 59e              | 20e                 |                  |
| 1955 | 11e              | 27e                 |                  |
| 1956 |                  |                     |                  |
| 1957 |                  |                     |                  |
| 1959 |                  |                     |                  |

| Jaar | Milaan-San Remo | Gent-Wevelgem | Ronde van Vlaanderen | Parijs-Roubaix | Luik-Bast.‑Luik |  | WK op de weg |
| ---- | --------------- | ------------- | -------------------- | -------------- | --------------- |  | ------------ |
| 1952 |                 |               | 29e                  | 39e            | 29e             |  |              |
| 1953 | 80e             | 6e            |                      |                |                 |  |              |
| 1954 | 13e             | 51e           | 36e                  | 33e            |                 |  | 15e          |
| 1955 | 17e             |               | 37e                  |                |                 |  |              |
| 1956 |                 | 16e           |                      |                |                 |  |              |
| 1957 |                 |               |                      | 79e            |                 |  |              |
| 1959 |                 | 30e           |                      |                |                 |  |              |